# بانسوري
بانسوري هي نوع من الموسيقى الكورية القصصية والتي يؤديها مغنٍ وطبال. يعرف المغني في البانسوري باسم «سورِكُّن» (소리꾼) ويعرف الطبال باسم «غوسو» والذي يدق طبلة تعرف باسم بُك (북). مصطلع بانسوري مأخوذ من كلمتين هما «بان» (판) وتعني مكان اجتماع الناس، و«سوري» (소리) وتعني الصوت.

## معرض صور

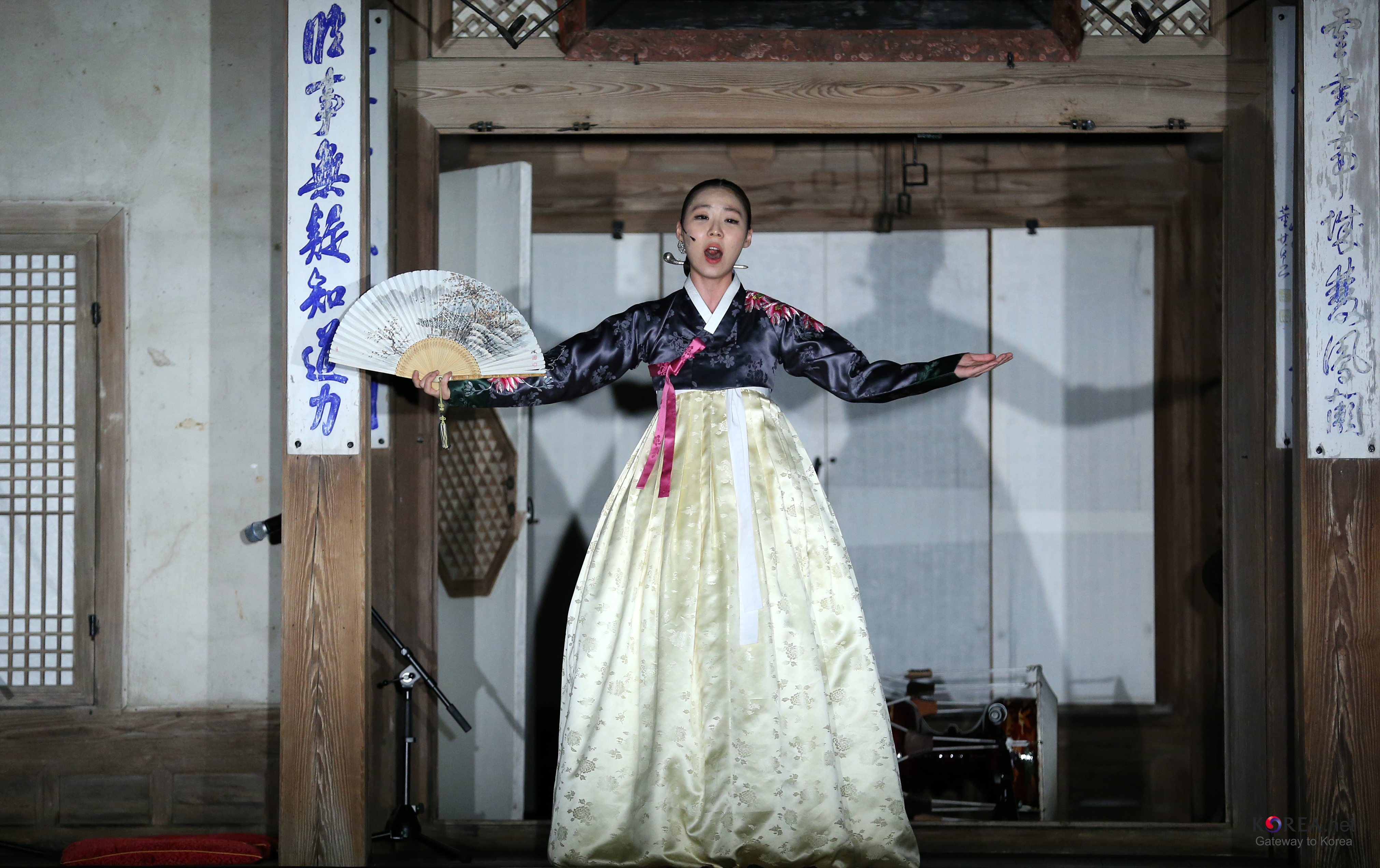
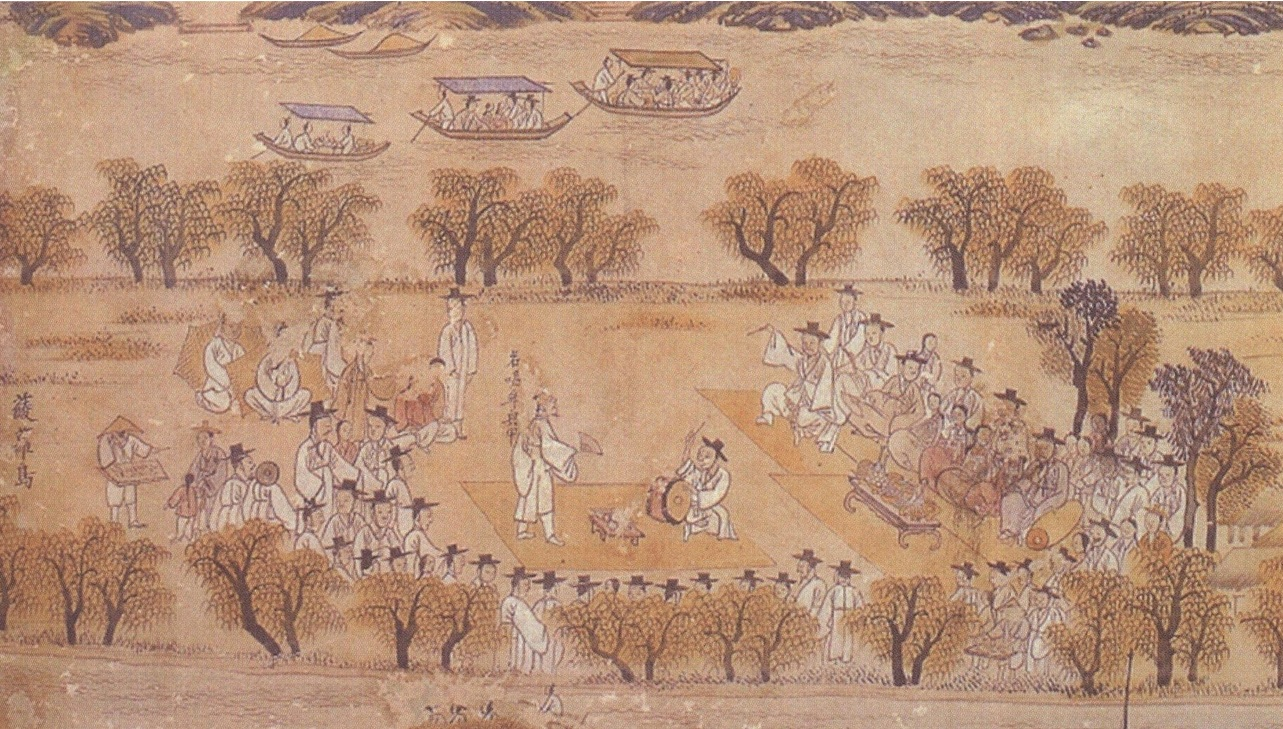
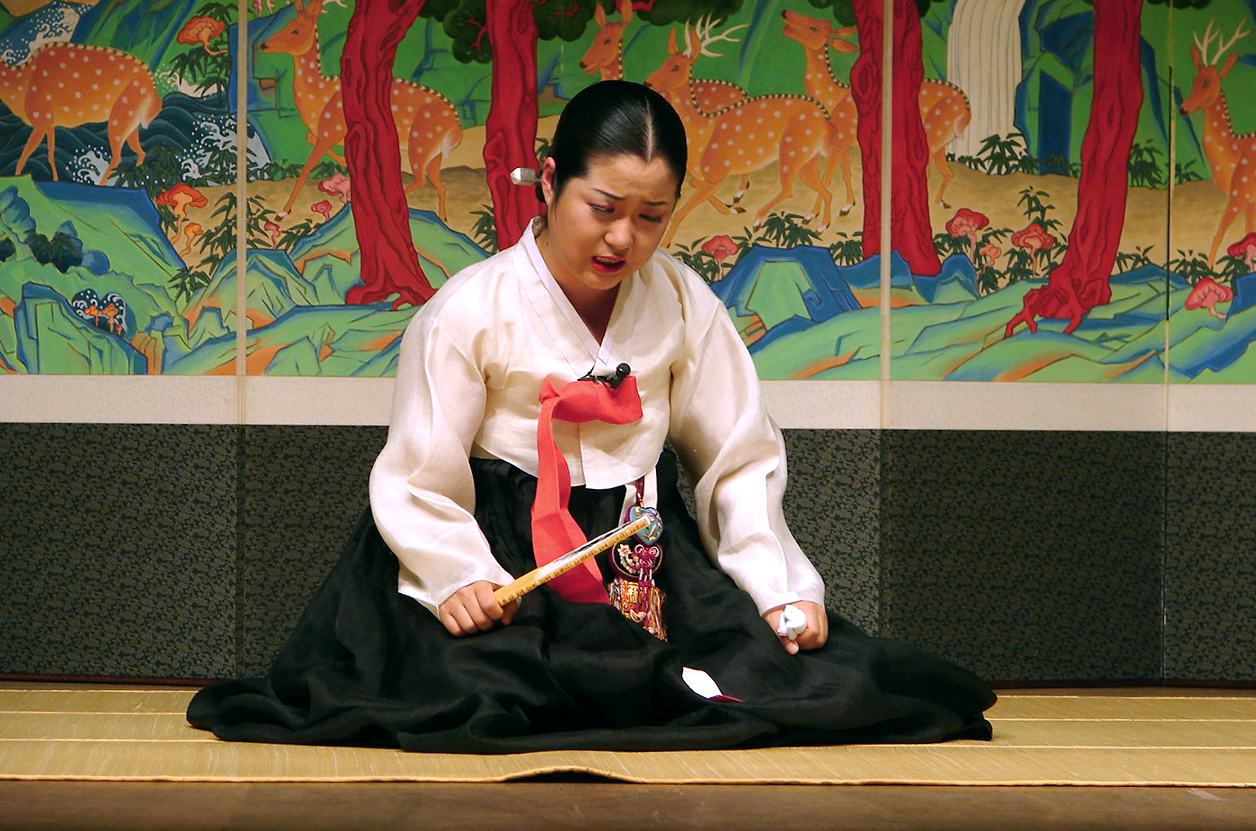
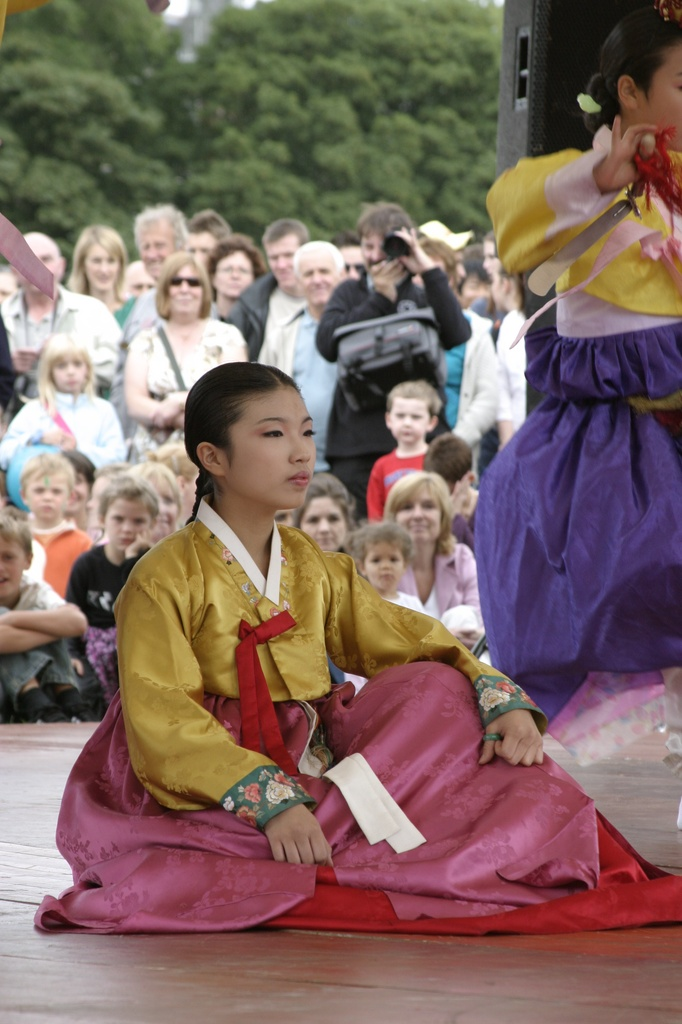
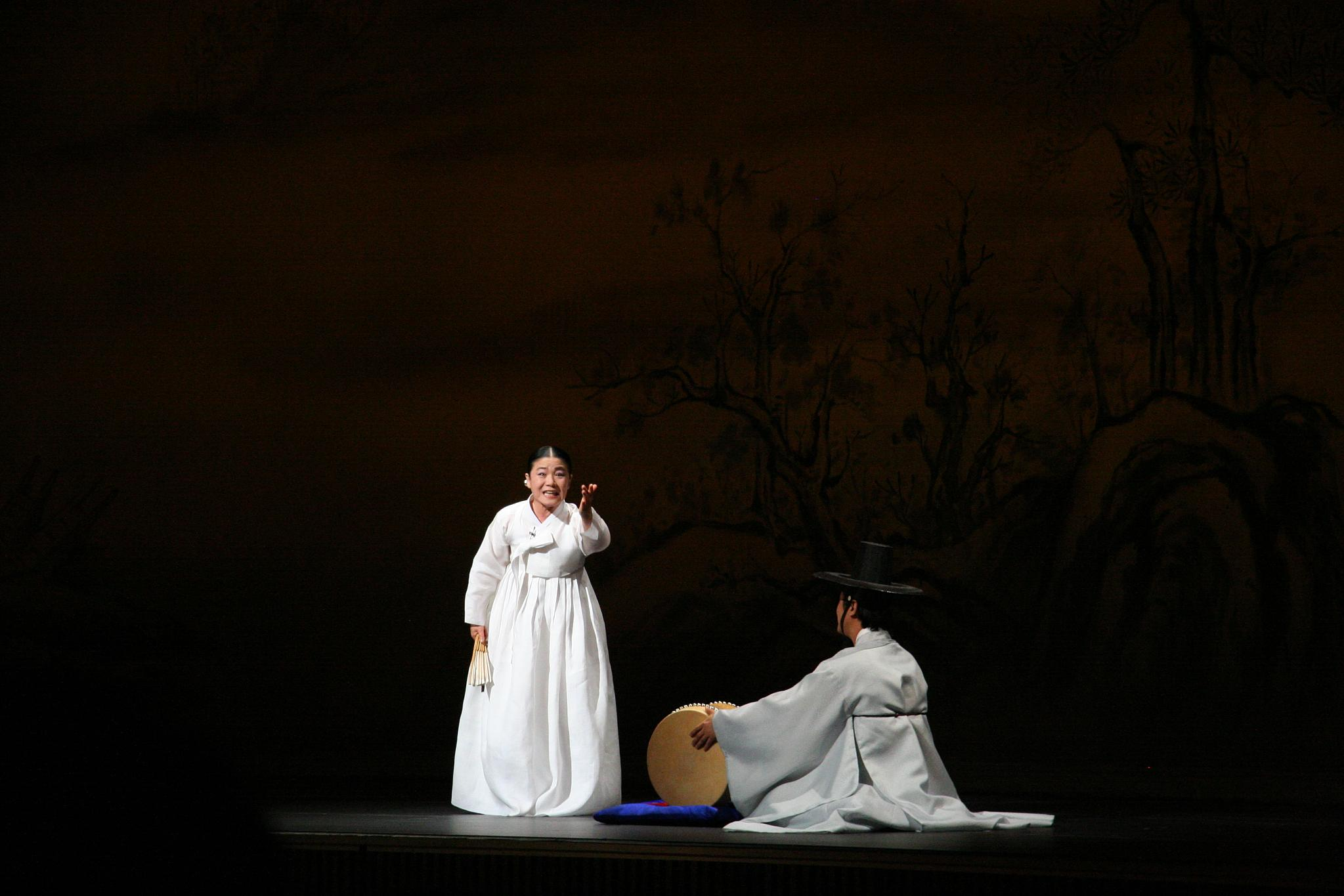